# Kryddgrovan
Kryddgrovan este o arie protejată (arie specială de conservare — SAC, sit de importanță comunitară — SCI) din Suedia întinsă pe o suprafață de 1,8 ha, integral pe uscat.

## Localizare
Centrul sitului Kryddgrovan este situat la coordonatele 64°58′49″N 19°33′59″E / 64.9804°N 19.5665°E.

## Înființare
Situl Kryddgrovan a fost declarat sit de importanță comunitară în decembrie 1995 pentru a proteja 1 specie de plante. Situl a fost protejat și ca arie specială de conservare în martie 2011.

## Biodiversitate
Situată în ecoregiunea boreală, aria protejată conține 2 habitate naturale: Păduri fino-scandinave bogate în ierburi cu Picea abies, Taiga vestică.
La baza desemnării sitului se află o specie protejată de  plante: Calypso bulbosa.